# Postamt Schöneberg
Das Postamt Schöneberg ist ein Postamt in der Hauptstraße im Berliner Ortsteil Schöneberg. Das denkmalgeschützte Gebäude wurde 1901/1902 im Stil der Neorenaissance für die Deutsche Reichspost erbaut und bis 1927 mehrfach an- und ausgebaut.

## Geschichte und Beschreibung
Das Postamt wurde nach Plänen der Architekten Otto Spalding und Louis Ratzeburg auf dem Grundstück einer ehemaligen Villa eines Schöneberger „Millionenbauern“ errichtet. Seine Entstehung fiel in die Zeit eines rapiden Wachstums der damaligen Stadt Schöneberg. Auf der gegenüberliegenden Straßenseite, am damaligen Kaiser-Wilhelm-Platz, stand das im Zweiten Weltkrieg zerstörte alte Rathaus Schöneberg. Für das Postamt kam 1907 ein Maschinenhaus für die Rohrpostanlage hinzu. 1926–1933 folgte der Anbau des Fernsprechamtes Süd unter Leitung von Fritz Nissle.
Die Schmuckelemente an der Fassade sind aus Warthauer Sandstein.
Ab September 1935 befand sich im Postamt eine der ersten 15 Fernsehstuben für den Empfang des vom Fernsehsender Paul Nipkow ausgestrahlten Programms. Das Postamt war damit einer der ersten Orte in Deutschland, an denen Interessenten fernsehen konnte (→ Geschichte des Fernsehens in Deutschland).
Nach dem Brand der Messehalle auf der Funkausstellung am 19. August 1935 wurde das Programm des Senders Paul Nipkow vom nahegelegenen Fernamt Winterfeldtstraße gesendet. Da die Reichweite von dort nur rund zwei Kilometer betrug, ließ die Reichspost in seiner Nähe drei Fernsehstuben einrichten. Die Stube in Schöneberg war mit einem einfachen Heimempfänger ausgestattet und konnte nur wenige Zuschauer aufnehmen.
Seit den 1980er Jahren ist es  kein Postamt mehr. Im Erdgeschoss befindet sich aber immer noch (Stand: 2022) eine Filiale der Deutschen Post.

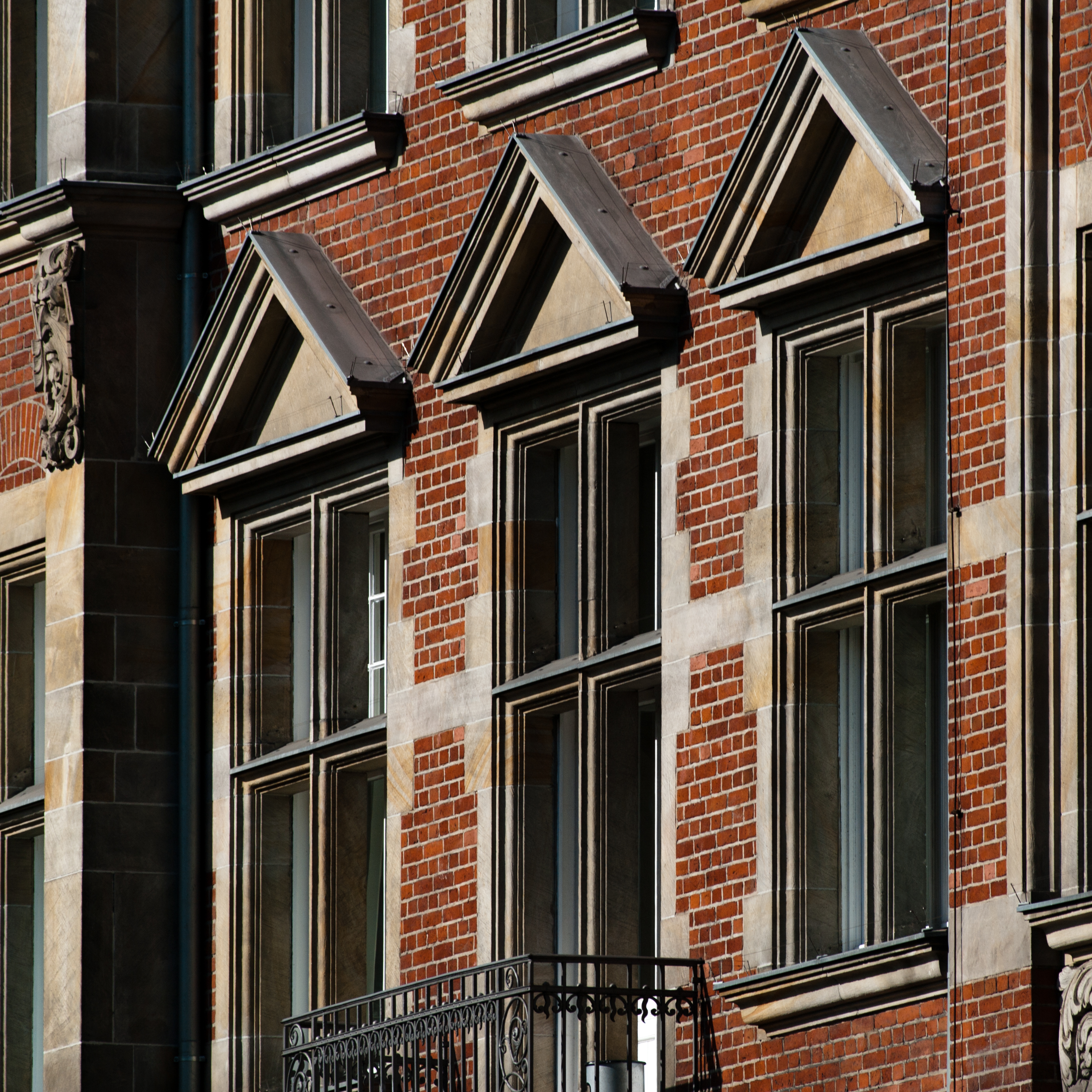
Fenster im Stil der Neorenaissance
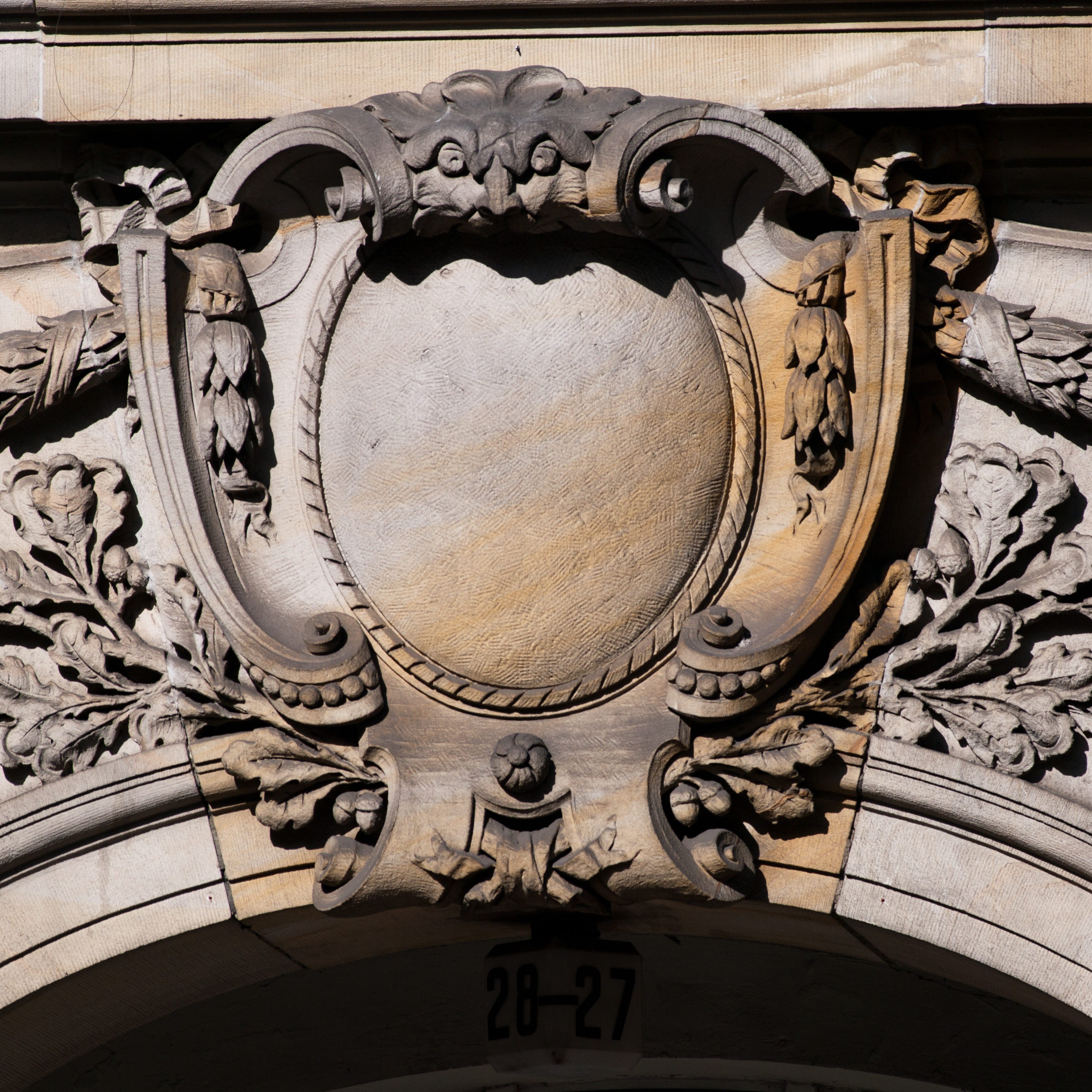
Sandsteinverzierungen über dem Eingang
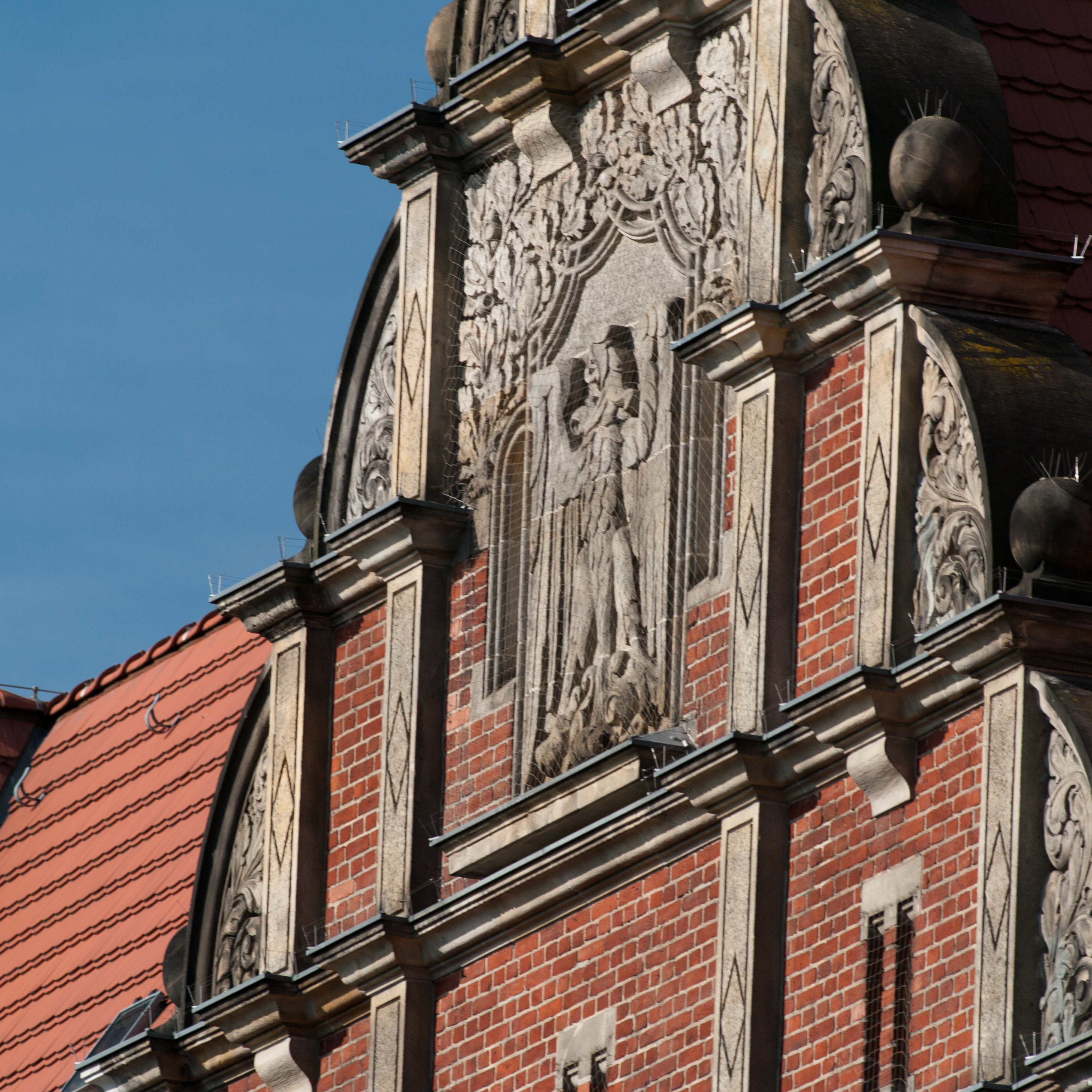
Fassadendetails

## Zukunft des Gebäudes
In den Höfen und in geplanten Neubauten auf dem Gelände entsteht in den 2010er Jahren das Gewerbezentrum Bricks. Die Umbauplanungen erfolgen durch das Architekturbüro Graft, später sollen Gewerbebetriebe einziehen. Als Hauptmieter für den Vermittlungssaal des Telegrafenamtes ist unter anderem eine Zweigstelle des Kabbalah Centres vorgesehen. Zusätzlich sollen zwei Neubauten mit insgesamt 128 Mietwohnungen entstehen.